# Neotanygastrella punctiscutata
Neotanygastrella punctiscutata är en tvåvingeart som först beskrevs av Lamb 1914.  Neotanygastrella punctiscutata ingår i släktet Neotanygastrella och familjen daggflugor.
Artens utbredningsområde är Seychellerna. Inga underarter finns listade i Catalogue of Life.